# ليل بيرت (كيبك)
ليل بيرُت، كيبك (بالإنجليزية: L'Île-Perrot) هي مدينة كندية تقع في مقاطعة كيبك. تبلغ مساحة هذه المدينة 5.5581 (كم²)، ويبلغ عدد سكانها 9927 نسمة حسب إحصاء سنة 2006 م، بينما كان يسكنها 9375 نسمة في سنة 2001 م. تحتل هذه المدينة المرتبة رقم 384 بين مدن كندا حسب عدد السكان والمرتبة رقم 96 في المقاطعة. النمو سكاني في هذه المدينة يقدر بـ(5.9).

## أعلام
- دانيال والكوت

## وصلات خارجية
- الأطلس الحكومي لكندا
- إحصاءات كندا مع ساعة تعداد السكان نسخة محفوظة 23 مارس 2008 على موقع واي باك مشين.